# Камалов, Хамит Искарович
Хамит Искарович Камалов (род. 9 ноября 1958, Кёк-Джангак, Джалал-Абадская область) — российский политический деятель, депутат Государственной Думы ФС РФ пятого созыва (2007—2011), бывший заместитель руководителя федеральной службы железнодорожных войск Российской Федерации

## Биография
Родился 9 ноября 1958 года в городе Кок-Янгак Ошской области Киргизской ССР.
В 1991 году окончил военную академию тыла и транспорта.
В 1998 году окончил Высшие курсы Военной академии Генерального штаба Вооруженных Сил Российской Федерации.
В 2001 году окончил военная академию Генерального штаба Вооруженных Сил Российской Федерации.
Кандидат военных наук.
Был замдиректора Федеральной службы железнодорожных войск.
В 2004 году — заместитель командующего железнодорожных войск по тылу.